# 宗教章
ボーイスカウト日本連盟、ガールスカウト日本連盟では、全ての加盟員が、それぞれ明確な信仰を持つことを奨励しており、明確な信仰を持つように導く一つの方法として、宗教章（しゅうきょうしょう）を設けている。
宗教章の取得に関しては、後に述べる「宗教章授与基準」に達せねばならず、また、富士スカウト章取得のための課題の一つにもなっているので、手続き上は、進級課目や、技能章等の進歩記章類に似ているが、信仰を深めて行く上で一定の基準に達したことを賞する表彰に似た性格を持つ。宗教章を取得すると、胸章とその略章が授与される（左胸ポケットの上方に着用）。

## 概要
ボーイスカウト日本連盟、ガールスカウト日本連盟では、現在、5種類の宗教章（神道章、仏教章、キリスト教章、金光教章、世界救世教章、天理教章）が承認されているが、海外では、宗教章をより細かく設定（例えば、キリスト教はカトリック、ルター派、改革派、バプテストといった各教派別に章を設定する、など）している連盟もある。
各宗教章の様式は以下の通り。
神道章
- 略章部分:上半分が金色で「神道章」の文字。下半分が左より緑・黄・赤・白・紫の5色に分かれている。
- 吊章部分:金色地の中央に緑色の鏡があり、それを囲むように緑色の光芒と勾玉をそれぞれ八カ所に配する。[注釈 1]

仏教章
- 略章部分:上半分が金色で「仏教章」の文字。下半分が左より紫・黄・赤・白・橙の5色に分かれている。
- 吊章部分:金色の法輪。

キリスト教章
- 略章部分:上半分が黄色地に紺色で「キリスト教章」の文字。下半分が左より白・淡青・紫の3色に分かれている。
- 吊章部分:赤色の丸型に白色の十字架。

金光教章
- 略章部分:上半分が赤色の二本帯と白地に金色で「金光教章」の文字。下半分が左より赤・白の2色に分かれている。
- 吊章部分:金色で縁取りされた淡青色の円形での中央に金色のスカウト正章を配し、その周りに11の白雲を配置。

世界救世教章
- 略章部分:上半分が赤色の二本帯と白地に金色で「世界救世教章」の文字。下半分が左より赤・白の2色に分かれている。
- 吊章部分:金色で縁取りされた淡青色の円形での中央に金色のスカウト正章を配し、その周りに11の白雲を配置。

天理教章

## 授与基準
各教宗派は、下記の基準に基づき各教宗派別の「授与基準」を制定し、日本連盟の承認を受けなければならない。
- 登録完了の1級以上のボーイスカウト[注釈 2]、ベンチャースカウト及びローバースカウト。ガールスカウトでは高校生年代のレンジャースカウトを対象としている。[注釈 3]
- 自分の所属している教宗派の歴史と教えを知ること。
- 自分の所属している教宗派の宗教行事について知ること。
- 礼拝の作法について知ること。
- 信仰に基づき、地域社会のために奉仕すること。
- 自分の生活の中に、教えをどのように実践しているか、記録を提出すること。

## 授与基準を設けている教宗派
以下に挙げるのは、2021年（令和3年）2月14日現在、ボーイスカウト日本連盟に「宗教章授与基準」を提出し承認された教宗派の一覧である。
神道章
- 神社本庁 - 1967年（昭和42年）7月13日承認
- 黒住教 - 1980年（昭和55年）4月1日承認
- （日月教 - 1980年（昭和55年）12月承認、2000年（平成12年）11月27日宗教活動中止・解散のため削除）
- （天霊神霊研究所 - 2000年（平成12年）11月12日承認、2006年（平成18年）12月7日宗教活動中止・解散のため削除）

仏教章
- 天台宗 - 1977年（昭和52年）4月承認
- 浄土真宗本願寺派 - 1977年（昭和52年）4月承認
- 高野山真言宗 - 1978年（昭和53年）4月承認
- 浄土宗 - 1978年（昭和53年）5月承認
- 真宗大谷派 - 1978年（昭和53年）5月承認
- 本門仏立宗 - 1978年（昭和53年）8月8日承認
- 臨済宗妙心寺派 - 1979年（昭和54年）10月承認
- 真宗仏光寺派 - 1980年（昭和55年）10月承認
- 金剛禅総本山少林寺 - 1981年（昭和56年）3月承認
- 臨済宗南禅寺派 - 1981年（昭和56年）4月承認
- 時宗 - 1981年（昭和56年）6月30日承認
- 立正佼成会 - 1981年（昭和56年）12月承認
- 曹洞宗 - 1981年（昭和56年）承認
- 聖観音宗 - 1982年（昭和57年）2月承認
- 臨済宗方広寺派 - 1982年（昭和57年）10月承認
- 孝道教団 - 1984年（昭和59年）2月承認
- 日蓮宗 - 1984年（昭和59年）9月承認
- 真宗高田派 - 1984年（昭和59年）11月承認
- 真言宗智山派 - 1986年（昭和61年）3月承認
- 融通念佛宗 - 1987年（昭和62年）12月10日承認
- 真言宗豊山派 - 1988年（昭和63年）3月8日承認
- 法華宗真門流 - 1989年（平成元年）12月26日承認
- 鞍馬弘教 - 1991年（平成3年）3月11日承認
- 臨済宗円覚寺派 - 1991年（平成3年）11月11日承認
- 西山浄土宗 - 1992年（平成4年）1月30日承認
- 法華宗陣門流 - 1992年（平成4年）11月20日承認
- 新義真言宗 - 1997年（平成9年）12月16日承認
- 真宗興正派 - 1998年（平成10年）12月1日承認
- 顕本法華宗 - 2001年（平成13年）5月19日承認
- 臨済宗建長寺派 - 2001年（平成13年）11月11日承認
- 真宗三門徒派 - 2001年（平成13年）11月11日承認
- 本山獅子谷法然院 - 2006年（平成18年11月12日承認）

キリスト教章
- 浜田山キリスト教会 - 1977年（昭和52年）6月承認
- 日本聖公会 - 1979年（昭和54年）12月承認
- 日本福音教会連合 - 1979年（昭和54年）12月承認
- 日本カトリック教会 - 1980年（昭和55年）1月承認
- 末日聖徒イエス・キリスト教会 - 1980年（昭和55年）6月承認
- 日本ナザレン教団 - 1980年（昭和55年）10月承認
- 日本イエス・キリスト教団 - 1981年（昭和56年）10月承認
- 日本基督教団 - 1984年（昭和59年）10月承認
- 堺シオン福音教会 - 1986年（昭和61年）6月10日承認
- 国際基督教大学教会 - 1986年（昭和61年）9月9日承認
- 福音交友会 - 1988年（昭和63年）6月承認
- 日本フリーメソジスト教団 - 1989年（平成元年）7月4日承認
- 日本福音ルーテル教会 - 1989年（平成元年）7月4日承認
- 西大寺キリスト教会 - 1991年（平成3年）8月14日承認
- イエス之御霊教会教団 - 1994年（平成6年）5月9日承認
- 春日部福音自由教会 - 1995年（平成7年）11月30日承認
- 多賀キリストの教会 - 2007年（平成19年）5月13日承認
- チャーチ・オブ・クライスト ニュージーランド日本 大阪教会 - 2009年（平成21年）11月8日承認
- カンバーランド長老キリスト教 - 2009年（平成21年）11月8日承認
- 日本ルーテル教団 - 2013年（平成25年）11月17日承認
- 西日本福音ルーテル教会 - 2014年（平成26年）11月30日承認
- 聖書キリスト教会 - 2018年（平成30年）6月10日承認
- 日本神の教会連盟 - 2020年（令和2年）5月24日承認

金光教章
- 金光教 - 1977年（昭和52年）承認

世界救世章
- 世界救世教 - 1977年（昭和52年）11月5日承認

天理教章
- 天理教 - 2019年（令和元年）5月12日承認

なお、各教宗派の授与基準を制定するのは教宗派側でありボーイスカウト日本連盟ではないので、授与基準が制定されていない教宗派（例えばイスラム教。三大宗教の一である）を信仰するスカウトがいた時に、そのスカウトを抱える隊・団・地区は、その都度、所属県連盟を通じて日本連盟に対して「宗教章授与基準の新設に関する書式」を請求し、また寺院・教会の聖職者と話し合った上で、その教宗派の本部へ宗教章授与基準の制定を働きかけることになっている。しかし、実際は、全ての教宗派に対し、授与基準制定の働きかけを行うのは困難であり、またその手続きにも時間が掛かるため、富士スカウト章取得等に支障がある場合に限り、日本連盟が規定する授与基準に従い「取得に対して努力したことを隊長に認めてもらう」ことで宗教章取得に換えることになっている。